# Ran Ben Szimon
Ran Ben Szimon (hebr. רן בן שמעון, ur. 28 listopada 1970 w Petach Tikwie) – izraelski piłkarz, grający na pozycji obrońcy. W reprezentacji Izraela rozegrał 34 mecze.

## Kariera klubowa
Swoją karierę piłkarską Ben Szimon rozpoczął w klubie Maccabi Petach Tikwa. W 1987 roku awansował do pierwszego zespołu Maccabi. W sezonie 1987/1988 zadebiutował w jego barwach w pierwszej lidze izraelskiej. W debiutanckim sezonie spadł z Maccabi z pierwszej do drugiej ligi. W sezonie 1990/1991 powrócił z Maccabi do pierwszej ligi. W Maccabi grał do końca sezonu 1994/1995.
Latem 1995 roku Ben Szimon przeszedł do Hapoelu Hajfa. W sezonie 1997/1998 zajął z nim 3. miejsce w lidze, a w sezonie 1998/1999 wywalczył swoje jedyne w karierze mistrzostwo Izraela. W sezonie 2000/2001 ponownie był z Hapoelem trzeci w lidze.
Latem 2001 Ben Szimon przeszedł do Hapoelu Petach Tikwa. Grał w nim w sezonie 2001/2002. W sezonie 2002/2003 występował w Bene Jehuda Tel Awiw, w którym zakończył swoją karierę.
| Sezon   | Klub                 | Kraj   | Rozgrywki   | Mecze | Bramki |
| ------- | -------------------- | ------ | ----------- | ----- | ------ |
| 1987/88 | Maccabi Petach Tikwa | Izrael | Liga Leumit | ?     | ?      |
| 1988/89 | Maccabi Petach Tikwa | Izrael | Liga Arcit  | ?     | ?      |
| 1989/90 | Maccabi Petach Tikwa | Izrael | Liga Arcit  | ?     | ?      |
| 1990/91 | Maccabi Petach Tikwa | Izrael | Liga Arcit  | ?     | ?      |
| 1991/92 | Maccabi Petach Tikwa | Izrael | Liga Leumit | 24    | 3      |
| 1992/93 | Maccabi Petach Tikwa | Izrael | Liga Leumit | 31    | 3      |
| 1993/94 | Maccabi Petach Tikwa | Izrael | Liga Leumit | 34    | 6      |
| 1994/95 | Maccabi Petach Tikwa | Izrael | Liga Leumit | 10    | 3      |
| 1995/96 | Hapoel Hajfa         | Izrael | Liga Leumit | 26    | 6      |
| 1996/97 | Hapoel Hajfa         | Izrael | Liga Leumit | 28    | 2      |
| 1997/98 | Hapoel Hajfa         | Izrael | Liga Leumit | 28    | 4      |
| 1998/99 | Hapoel Hajfa         | Izrael | Liga Leumit | 25    | 3      |
| 1999/00 | Hapoel Hajfa         | Izrael | Ligat ha’Al | 35    | 2      |
| 2000/01 | Hapoel Hajfa         | Izrael | Ligat ha’Al | 35    | 2      |
| 2001/02 | Hapoel Petach Tikwa  | Izrael | Ligat ha’Al | 30    | 3      |
| 2002/03 | Bene Jehuda Tel Awiw | Izrael | Ligat ha’Al | 21    | 2      |

## Kariera reprezentacyjna
W reprezentacji Izraela Ben Szimon zadebiutował 9 września 1992 roku w zremisowanym 1:1 towarzyskim meczu z Polską, rozegranym w Mielcu. W swojej karierze grał w eliminacjach do MŚ 1994, do MŚ 1998 i do Euro 2000. Od 1992 do 1999 roku rozegrał w kadrze narodowej 34 mecze.

## Kariera trenerska
Po zakończeniu kariery piłkarskiej Ben Szimon został trenerem. W 2005 roku został trenerem Hapoelu Hajfa i pracował w nim do 2006 roku. W 2006 roku został trenerem klubu Hapoel Ironi Kirjat Szemona. W sezonie 2006/2007 awansował z nim z drugiej do pierwszej ligi. W sezonie 2007/2008 zajął z nim 3. miejsce w lidze.
W 2008 roku Ben Szimon objął zespół Maccabi Tel Awiw. W 2009 roku wrócił do Hapoelu Ironi Kirjat Szemona. W sezonie 2010/2011 zdobył z nim Toto Cup. Z kolei w sezonie 2011/2012 doprowadził klub do zdobycia dubletu - mistrzostwa oraz Toto Cup.
W 2012 roku Ben Szimon został trenerem cypryjskiego AEK Larnaka. Następnie w sezonie 2013/2014 pracował w Hapoelu Tel Awiw. W 2014 roku został trenerem Maccabi Petach Tikwa.